# بسمر (میشیگان)
بسمر، میشیگان (به انگلیسی: Bessemer, Michigan) یک شهر در ایالات متحده آمریکا با جمعیت ۱٬۹۰۵ نفر است که در میشیگان واقع شده‌است.